# 梅菲斯特 (坦克)

2025年的「梅菲斯特」，目前正於昆士蘭州布里斯班昆士蘭博物館展出。

梅菲斯特是一輛於第一次世界大戰期間使用的德製A7V坦克，亦是現存唯一一輛此型號的坦克實物。1918年4月，在西線戰場的第二次維萊布勒托訥戰役期間，該坦克陷入一個炮彈坑中，最終被車組人員棄置。約三個月後，該車輛被協約國部隊回收，並於戰後作為戰利品運往澳洲。
目前，梅菲斯特存放於澳洲布里斯本的昆士蘭博物館，展示於館內的「澳紐軍團遺產展廳」（Anzac Legacy Gallery）。該車並無行駛功能。

## 歷史

### 背景

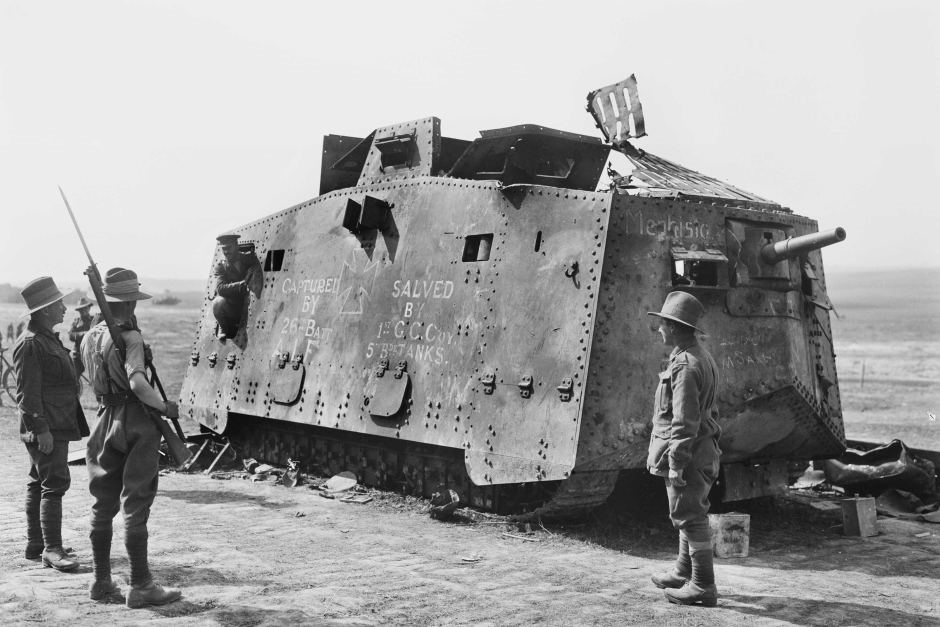
在戰場被捕獲的「梅菲斯特」。

這輛坦克最初在1917年12月底或1918年1月初編入德軍，並被賦予編號「506」。1918年3月21日，該車與另外4輛A7V坦克及5輛繳獲的英軍坦克一同參與了位於聖康坦東北方屈尔日的一次攻擊行動，該行動取得了中度的成功。
隨後，梅菲斯特被送往位於沙勒羅瓦（Charleroi）附近的德軍裝甲維修工廠進行小規模的維修與重新塗裝，並於4月中旬重新編入部隊。此時的指揮官為海因茨·特尼森中尉（Lieutenant Heinz Theunissen）。當時，為A7V坦克命名的風潮正盛，多取自德國歷史或神話人物，相傳特尼森便以德國民間傳說中的惡魔「梅菲斯特」為其命名。該名稱被塗寫於車體前後裝甲板上，前裝甲上還繪有一幅圖像，描繪一名紅色惡魔夾帶著一部分英軍坦克奔跑的模樣。這幅圖像顯然取材自當時寶瀅洗衣粉的廣告海報。
同一時期，德軍最高司令部正策劃對维莱布勒托讷的攻擊，目標是奪取該鎮及其北側的高地，以利炮兵控制約20公里外的交通要衝亞眠之公路與鐵路交匯處。經過數日的偵察後，德軍認為該地形適合坦克行動，遂決定投入15輛A7V坦克。當地地勢堅實、坡度平緩，幾乎無炮彈坑，協約國防線亦相對薄弱。
4月21日晚間，其中14輛A7V（有一輛無法發動）由鐵路運送至吉约库尔，卸載後被轉移至距德軍壕溝約4公里、接近维安库尔莱基佩村莊附近進行隱蔽。其後又有一輛坦克故障，最終僅有13輛可供參戰。4月24日凌晨3時45分，這些坦克移動至马塞尔卡沃村補給燃料。每輛坦克皆配有一組6人步兵巡邏隊，負責前方偵察。整個部隊隨即進入距離前線不遠的起始位置，為清晨6點的攻擊行動做最後準備。

### 戰鬥與反擊
德軍的坦克部隊被分為三個戰鬥群，各自負責不同的作戰目標。梅菲斯特隸屬中路戰鬥群，沿鐵路線右側推進，目標是位於維萊-布雷托訥西側的阿肯森林（Bois d'Aquennes），作為整體包圍行動的一部分。當梅菲斯特所屬部隊接近一處被協約國稱為「紀念農場」（Monument Farm，法語原名 Ferme de la Couture）的聚落時，首次與協約國部隊接觸。該部隊穿越農舍前方的果園推進，迫使英軍部隊後撤。然而，梅菲斯特卻因燃油管路阻塞被迫停車，其餘坦克則持續朝目標前進。車長特尼森與部分乘員徒步前往支援攻擊農舍，待坦克修復後返回車輛。此時梅菲斯特已落後其他坦克一段距離，特尼森遂決定加速追趕。
然而不久後，一發炮彈在梅菲斯特正前方落下，炸出一個巨大彈坑。坦克衝進坑中後動彈不得，車組人員最終只能棄車而逃。儘管如此，整體作戰仍被視為成功，德軍成功佔領了目標城鎮。除了梅菲斯特之外，另有兩輛A7V——[Elfriede」與「Nixe」在行動中損失。當步兵部隊穩固佔領區後，其餘坦克陸續返回马塞尔卡沃。
協約國的反攻幾乎在當晚立即展開。4月24日深夜，協約軍開始奪回失土。翻覆的Elfriede雖然仍可運作，最終由法軍與英軍回收，成為第一輛被繳獲的A7V。至於Nixe，則由德軍爆破小組自行摧毀，以防被敵軍利用。翌日，協約軍繼續攻勢，德軍則為避免遭包圍而向東南方向撤退。至26日清晨，雙方前線大致恢復至攻擊前的狀態。然而，「紀念農場」附近的果園仍由德軍掌控，協約軍尚未察覺——梅菲斯特雖已陷於坑中無法動彈，卻仍完整地留在原地。

### 回收

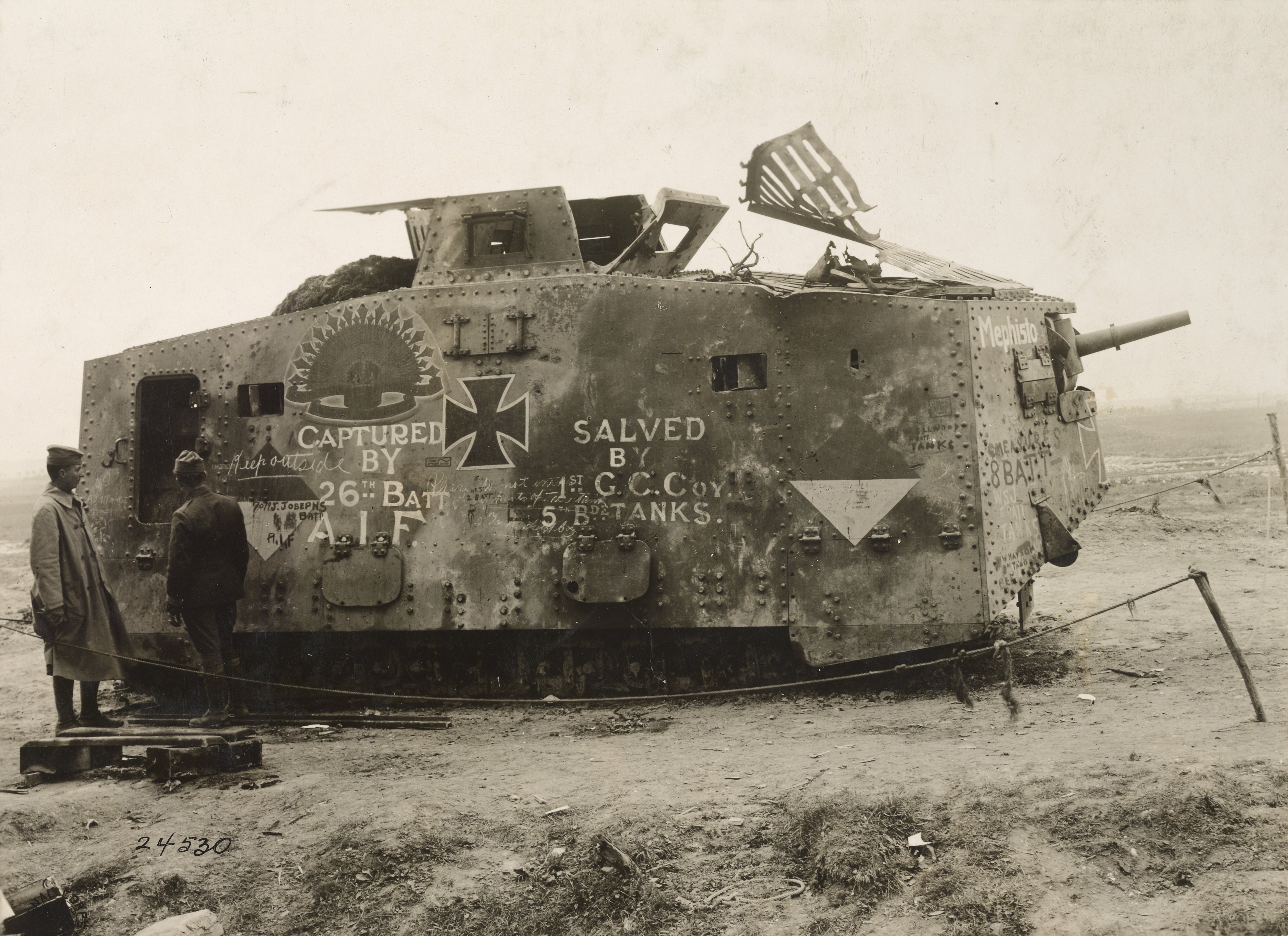
被回收的梅菲斯特，圖中可見澳洲軍隊的藝術品和塗鴉。
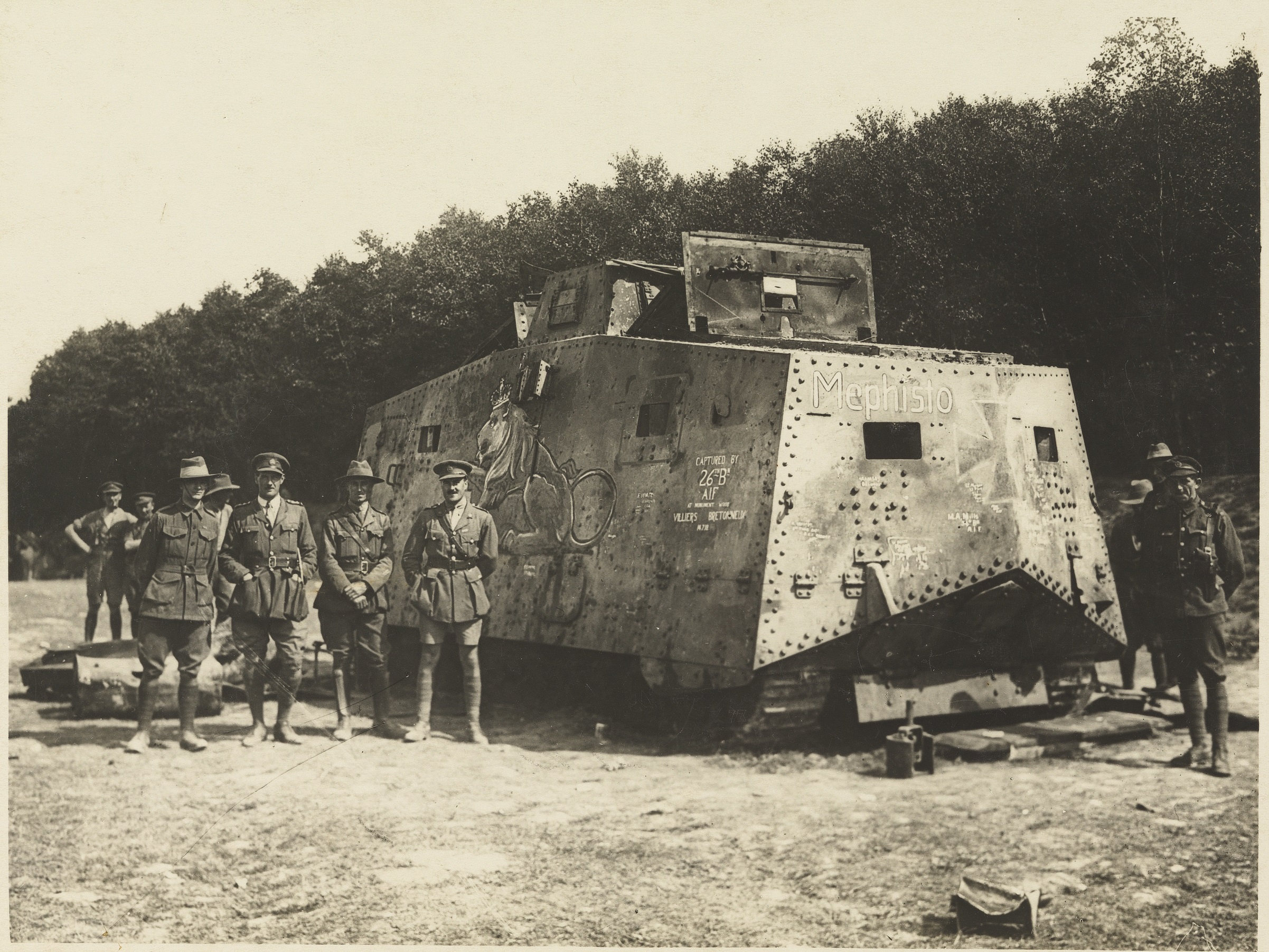
被回收的梅菲斯特，攝於1918年8月4日
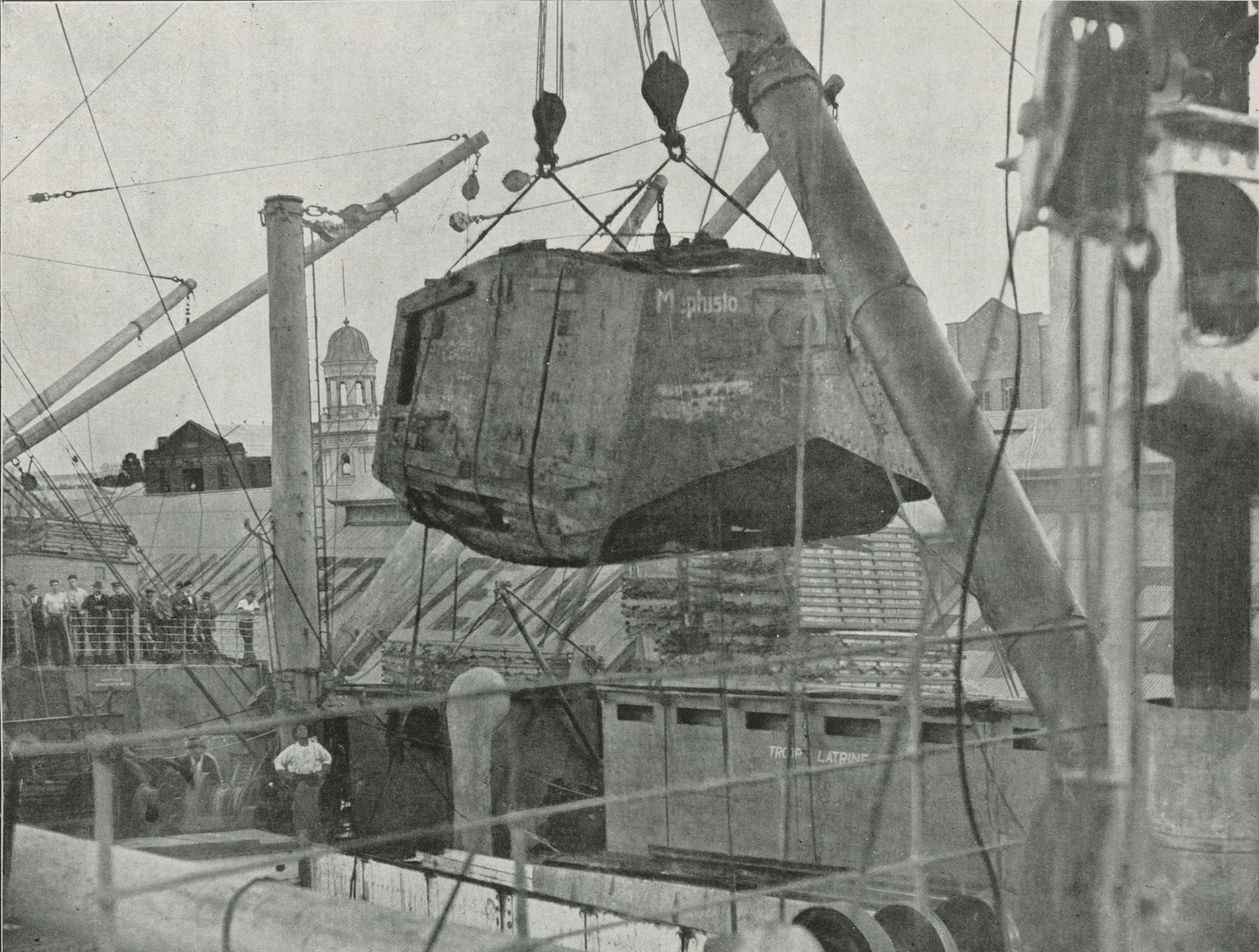
1919年6月14日，由阿馬號卸貨於布里斯班的梅菲斯托。
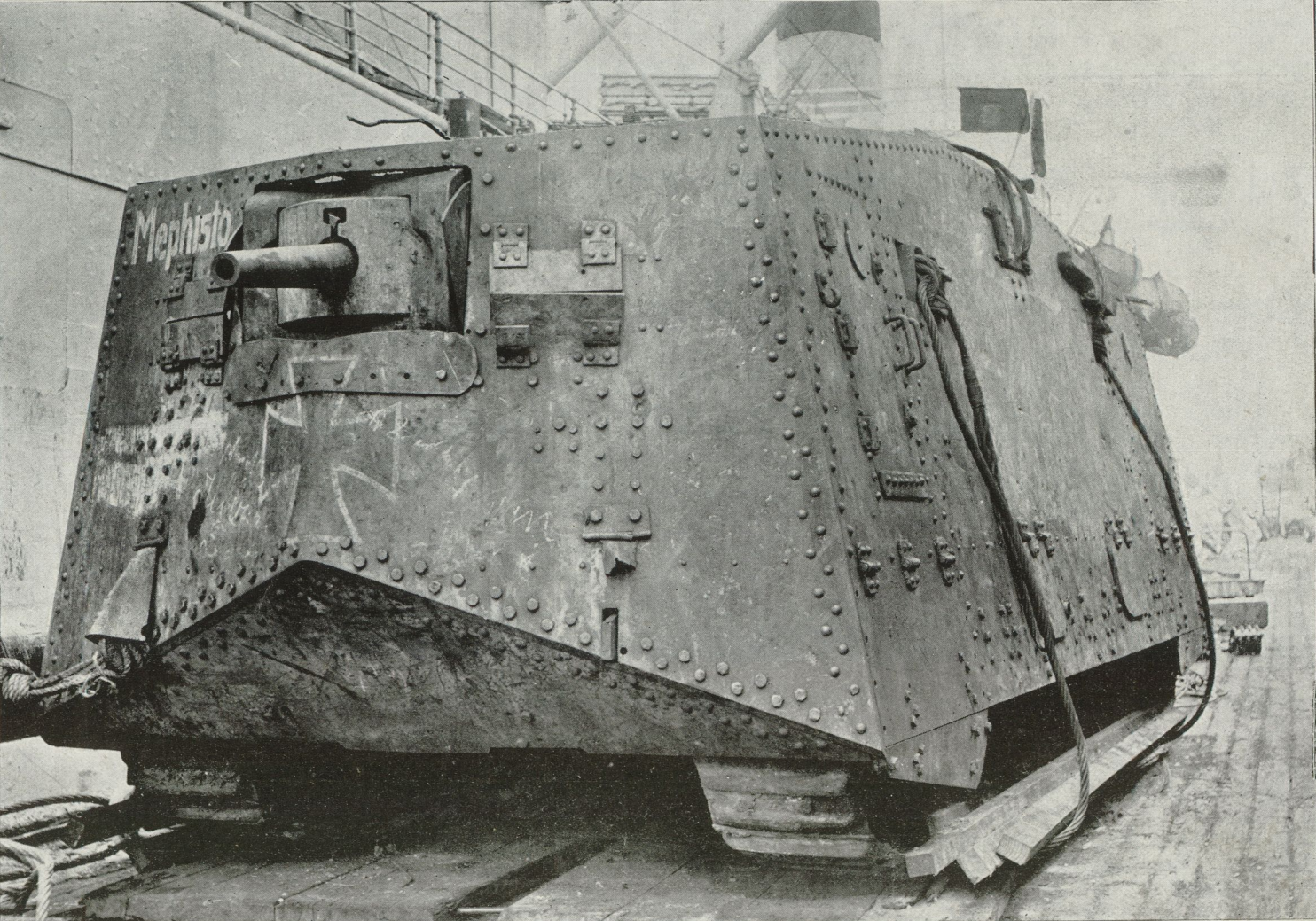
抵達布里斯班的梅菲斯托。

在維萊-布雷托訥之戰之後，兩軍之間的前線不再是過去平行延伸、連續深入的壕溝陣地，而是由一系列彼此相連的「前哨據點」所構成。隨後數週，澳洲帝國部隊（AIF）展開一系列小規模、往往即興發起的突襲行動，包圍並佔領敵軍的前哨據點，將敵人擊斃或俘虜，逐步將德軍前線向後推移。
1918年7月9日，在一次前出巡邏中，澳軍第28營的士兵在「紀念林地」（Monument Wood）發現了梅菲斯特坦克，但在遭遇敵軍火力後被迫撤退。13日晚間，第26營接手該區前線，隨後成功佔領整片林地。在7月14日的營部日誌中，中尉H.F.皮爾森（H.F. Pearson）記錄：「在攻擊過程中，本營繳獲了德軍廢棄坦克編號506號梅菲斯特。」
第26營指揮官詹姆斯·羅賓森中校（Lt-Col James Robinson）決定將該坦克作為戰利品帶回。經第7旅（26營所屬部隊）指揮官伊文·威斯登准將（Gen. Evan Wisdom）批准後，羅賓森與戰車部隊的哈靈頓少校（Major Harrington）及炮兵軍官合作籌劃回收行動。7月15日晚間，皮爾森帶領英國第一火砲運輸車連的三名軍官前往現場勘查，確認坦克可望拖出，但由於距離德軍陣地過近，行動將具高風險。為此，26營於7月17日推進前線，以增加安全距離，19日再由第23營接替防線，持續將德軍向後逼退。
回收行動訂於7月22日晚間展開。20日至21日夜間，26營的工兵部隊預先清理拖行路線，填平彈坑。行動當晚，由第一火砲運輸車連出動兩輛車輛（是否為Mark IV坦克或火砲運輸車歷來有爭議，目前主流看法為後者），攜23名人員自維萊-布雷托訥出發，前往紀念林地，並由26營的13名士兵協助。
為掩蓋行動聲響，一架協約國飛機在低空盤旋，並配合進行間歇性炮擊。德軍則發動預先準備的毒氣彈攻擊，迫使回收隊全程佩戴防毒面具。作業人員以鋼纜固定坦克，將其向西拖行約4公里至布瓦-拉貝林地（Bois l’Abbé）暫時藏匿。為誤導德軍空中偵察，回收隊還刻意掩蓋拖行痕跡並佈設假路線。之後，梅菲斯特分段移送至位於沃昂-阿米耶努瓦（Vaux-en-Amiénois）的第五坦克旅訓練場。
梅菲斯特抵達後，引起駐軍極大興趣。車體上被塗滿各種塗鴉。根據羅賓森中校回憶，「營裡的幽默份子還在坦克一側繪製了一隻英國雄獅踩著德軍坦克的畫像」。另一側則寫上了澳洲陸軍的「旭日」徽章、「第26營俘獲」字樣、營部徽記，以及「由第一火砲運輸車連，第五坦克營打撈」等標語，並附上該連徽章。許多士兵還在車殼上留下姓名及所屬部隊。這些標記雖在後來歲月中逐漸消失，但均可在當時的照片中見到。此外，也有部分零件被士兵作為紀念品拆走。

### 運送澳洲
1918年10月，梅菲斯特被移至普兰维尔火車站，短程鐵路運至梅利蒙之坦克兵訓練學校，再由敦克爾克港運往倫敦。當時已有計畫將其作為戰利品運返澳洲。1919年4月2日，梅菲斯特連同1,423名返鄉的澳紐軍團士兵自蒂爾伯里登上阿馬號（SS Armagh），經普利茅斯、開普敦、德班、阿德萊德與墨爾本，預定航向悉尼。
航行途中，關於梅菲斯特最終去處產生爭議。根據羅賓森的說法：「首先是英國官方要求保留，其次墨爾本人也想將其留在該市。最後，多虧昆士蘭駐英代表湯瑪斯·羅賓森爵士（Sir Thomas Robinson）與威斯登將軍的持續奔走與努力」，最終決定將梅菲斯特運往布里斯本。
1919年6月6日，梅菲斯特抵達布里斯班河的諾曼碼頭（Norman Wharf，約位於今鷹街碼頭渡輪站一帶）。同年8月22日，由布里斯本市政委員會提供的兩台蒸汽壓路機將其從碼頭拖行至昆士蘭博物館（當時位於博文山區的舊博物館建築），全程不足兩英里，卻耗時長達11小時。

### 展覽

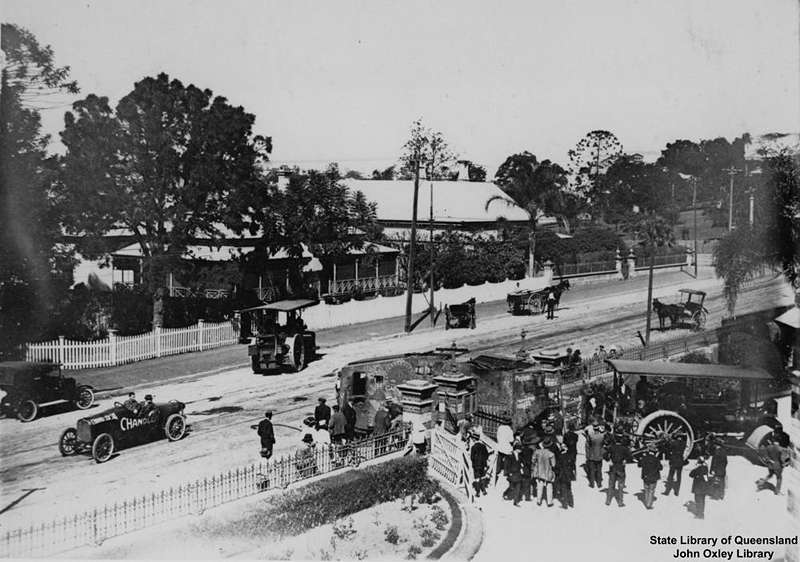
1919年，梅菲斯特被兩輛壓路機拖進昆士蘭博物館
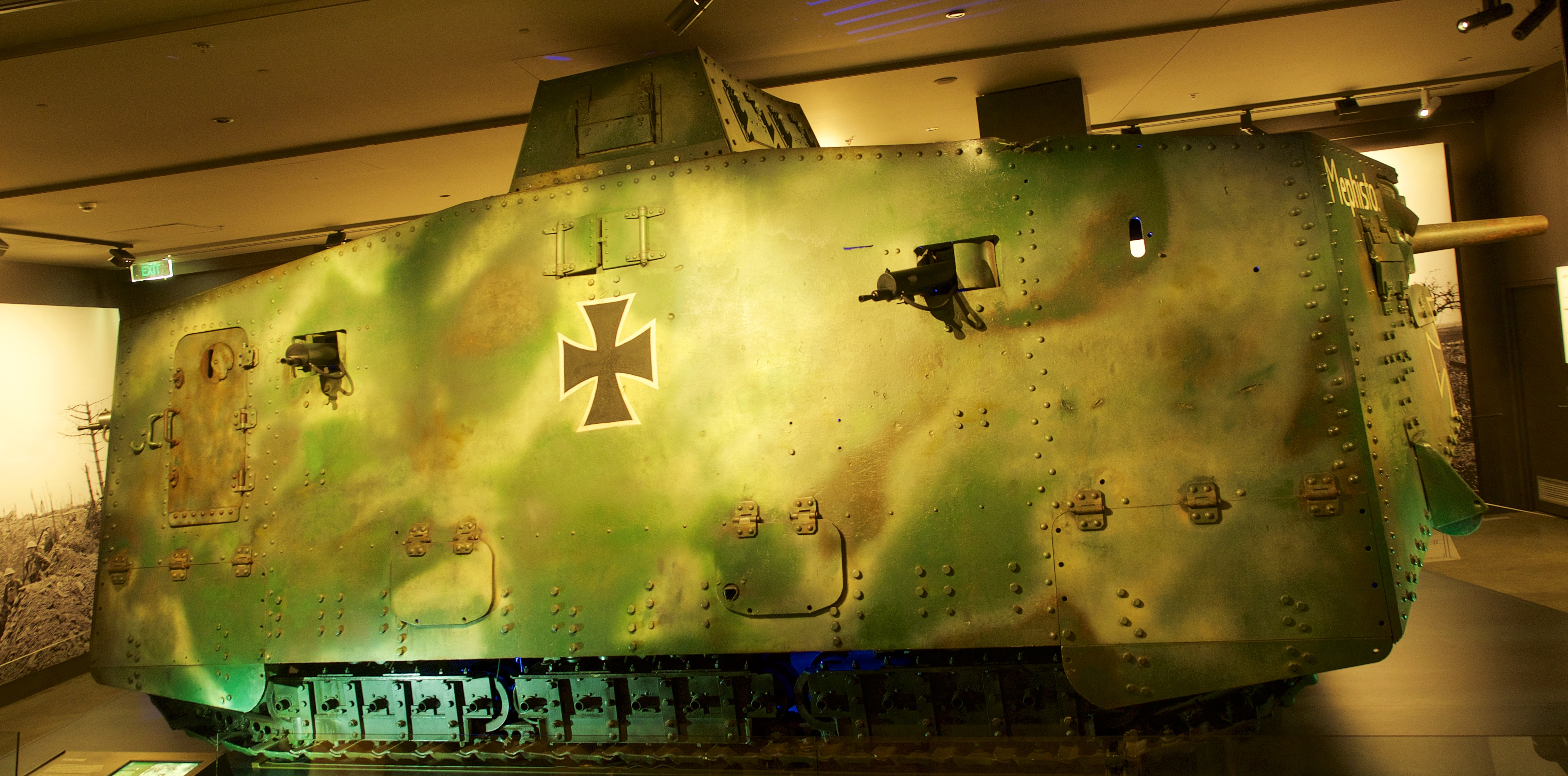
在澳洲戰爭紀念館展出的梅菲斯特，攝於2015年7月
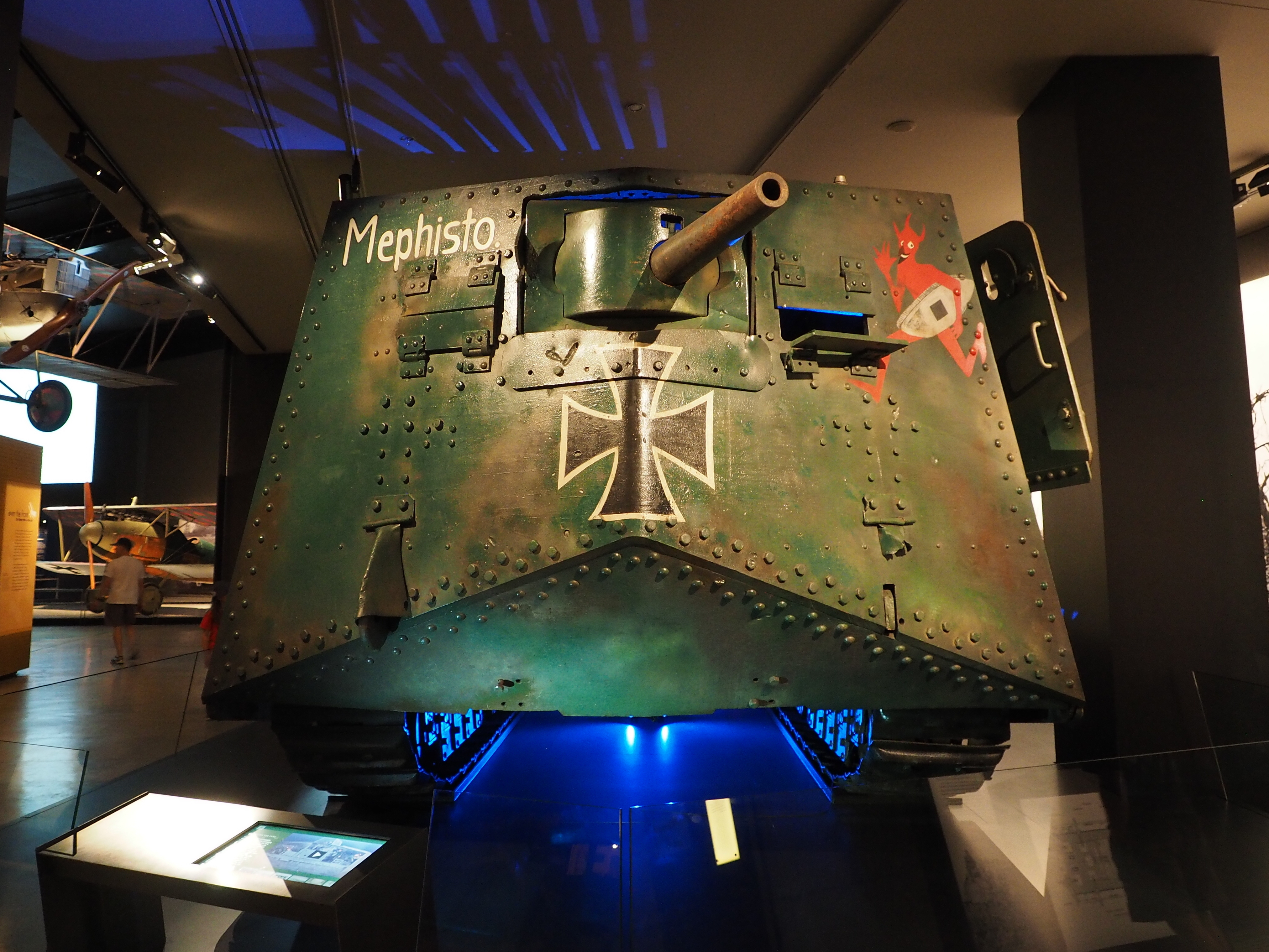
梅菲斯特的正面

早在1920年9月，《布里斯本信使報》（Brisbane Courier）便在社論中批評「梅菲斯特」坦克暴露在外的展示方式，以及因天候影響導致其狀況惡化，特別是車體上的銘文遭到風化抹除，「而這些銘文對某些人而言，是神聖的」。昆士蘭博物館曾數次搬遷展覽地點，並興建多座遮蔽設施，以減少雨水對坦克的損害。1986年，博物館遷至昆士蘭文化中心，「梅菲斯特」得以移入室內，後來更被安置在溫控玻璃櫥窗中，全面隔離觀眾接觸，並受到妥善保存。
2010—2011年昆士蘭洪水期間，「梅菲斯特」部分遭洪水淹沒，隨後被送往位於伊普斯威奇北部的鐵路工場博物館進行大規模修復。2015年6月，該車被運往坎培拉的澳洲戰爭紀念館，參與第一次世界大戰百年紀念活動；2018年2月返還至昆士蘭博物館，並自此永久陳列於「澳紐軍團傳承展廳」（Anzac Legacy Gallery）中。
2023年，原始的指南針由一位人士交還給博物館人員，隨後重新安裝於坦克內部。該指南針原是在「梅菲斯特」抵達澳洲後不久，即被一名士兵取走的
。

## 坦克上的士兵名字

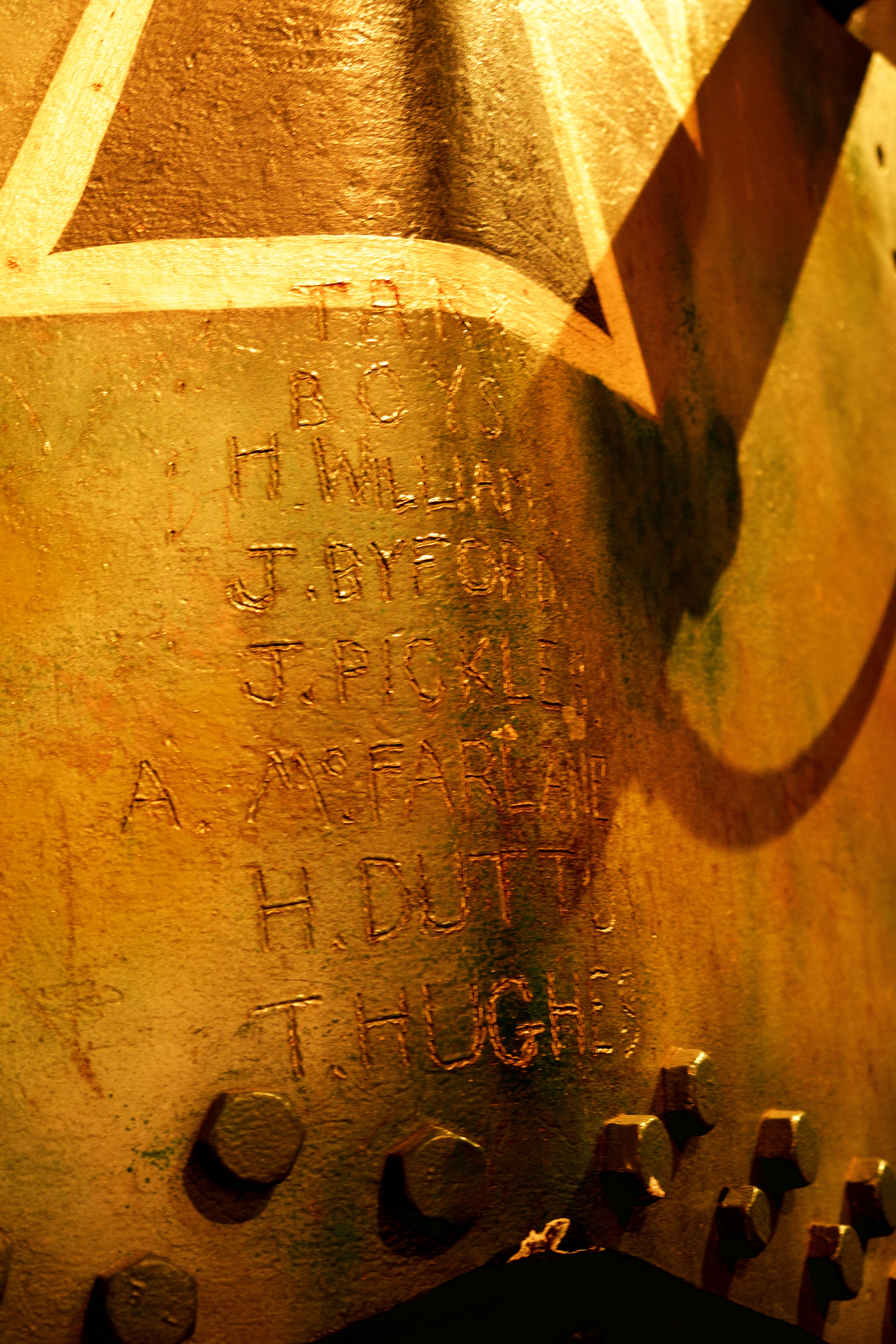
車體後方裝甲上可見以工具刻出的士兵姓名。

「梅菲斯特」車體後方裝甲上可見以工具刻出的士兵姓名。過去以粉筆或油漆書寫的姓名早已因風化或重新上漆而消失，唯有以鑿子或鋼針打刻進鋼板的13個名字至今仍清晰可見。在車尾中央、銘刻有「Tank Boys」字樣的下方，刻有六位人名：H. Williams、J. Byford、J. Pickles、A. McFarlane、H. Dutton 和 T. Hughes。這些並非1918年7月至11月間參與回收任務的第26營士兵名字，因為相關紀錄中查無此等人員。然而，這六位皆可對應至1918年底英軍坦克兵團的登記名單。
此外，車尾裝甲上還刻有A. Wallace和縮寫「TJR」兩名；左側則有三名：E.（或 L.）E. Smith、H. Scaddon（可能為 Scaddan）與 Sonny Arundell；車前則為 D. Mason 和 R. Aldrich。在這七人之中，有四人為民間鐵路工人，曾於比利時與法國服役於澳大利亞第五寬軌鐵路作業部隊（5th Australian Broad Gauge Railway Operating Company，簡稱 ABGROC）。

## 複製品
1988年，德國建造了一輛名為「沃坦」（Wotan）的A7V坦克複製品，其設計主要仿照「梅菲斯特」。目前該車展出於德國明斯特的德国坦克博物馆。

## 流行文化
2014年，史蒂芬·丹多-柯林斯（Stephen Dando-Collins）出版小說《坦克男孩》（Tank Boys），以維萊-布雷東納戰役及「梅菲斯特」的命運為背景，描寫三位未成年士兵的故事——其中兩位為澳洲人，一位為德國人。該書被書商 Booktopia 建議適合10至12歲讀者閱讀，亦獲得澳洲兒童圖書評議會（Children’s Book Council of Australia）正面評價。但書中存在少量歷史與技術上的錯誤。
在2016年發行的第一人稱射擊遊戲《戰地風雲1》中，「梅菲斯特」作為坦克造型的主題包登場。
來自烏克蘭利維夫的黑金屬樂團「1914」於其2018年專輯《盲人領盲人》（The Blind Leading the Blind）中發表了一首向「梅菲斯特」及其車組人員致敬的歌曲。

### 書目
- Jones, Rarey, Icks (1969). The Fighting Tanks Since 1916. WE Inc.
- Strasheim, R. & Hundleby, M. (2010 and 2020 reprint) Sturmpanzer A7V. Tankograd. ISBN 978-3-936519-11-2
- Whitmore, M. (1994). Mephisto! Part II. Journal of Australian Military History, Oct-Nov, 1994. pages 58-64.
- Strasheim, R. & Hundleby, M. (1990.) The German A7V Tank and the Captured British Mark IV Tanks of World War I. Haynes. ISBN 0-85429-788-X
- Czechura, G. & Hopkins-Weise, J. (2008). A7V Mephisto. Queensland Museum. ISBN 9780980569209.
- Whitmore, M. (1989). Mephisto A7V Sturmpanzerwagen 506 : a History of the Sole Surviving First World War German Tank. Queensland Museum ISBN 0724233881
- Jordan, L. (2017). Stealth Raiders: A Few Daring Men in 1918. Penguin Random House Australia, ISBN 0143786636
- Goode, T. (2017). The Cold-Footed Mob - A History of the 5th Australian Broad Gauge Railway Operating Company. Hesperian Press, ISBN 9780859056533.

## 外部連結
- "Moving the Mephisto tank to the Queensland Museum, Bowen Hills, Brisbane, 1919" （页面存档备份，存于）
- 梅菲斯特在澳洲戰爭紀念館的官方網站 （页面存档备份，存于）
- 車輛修復與官方記錄 （页面存档备份，存于）